# 匹兰斯堡狩猎保护区
匹兰斯堡狩猎保护区（英語：Pilanesberg Game Reserve）位于南非西北省勒斯滕堡以北，与娱乐综合体太陽城相邻。当前，公园由西北公园旅游委员会管理。
```
     这片地区被三组同心圆状，从周围的平原中拔地而起的山脉环绕。
匹兰斯堡
以一个
茨瓦纳
酋长Pilane命名，
[
1
]
“匹兰斯堡碱性杂岩圈”是这个公园的主要地质特征。这个巨大的圆形地质特征即使以
地质学
的标准来看也是相当古老的，因为它是一个熄灭了很久的
火山
在12亿年前喷发所形成的火山口。这是世界上该种类最大的火山杂岩之一，罕见的岩石种类与构成赋予其独特的地质特征。公园里许多稀有的矿物质。
     许多起源于
铁器时代
和
石器时代
的遗址分布于公园中，证实了这些地区在当时已经有人类的存在。
```

1. ↑  Raper, R.E. . Human Sciences Research Council (South Africa).